# فلسفة سورين كيركغور

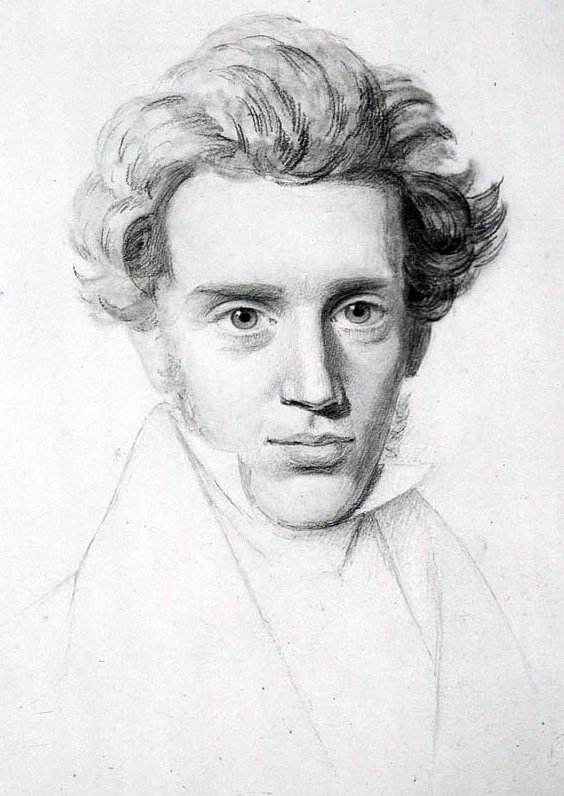
سورين كيركغور

أثرت فلسفة سورين كيركغور بدرجة كبيرة على تطور فلسفة القرن العشرين، لا سيما الفلسفة الوجودية وفلسفة ما بعد الحداثة. كان سورين كيركغور فيلسوفًا دنماركيًا في القرن التاسع عشر يلقبه العديد من الناس بأبو الوجودية، إلا أن البعض يشككون في كونه وجوديًا من الأصل. أثرت فلسفة كيركغور كذلك على تطور علم النفس الوجودي.
انتقد كيركغور جوانب النظم الفلسفية التي أسسها بعض الفلاسفة مثل جورج فيلهلم فريدريش هيغل والدنماركيين الهيغليين. تأثر كيركغور كذلك بصورة غير مباشرة بفلسفة إمانويل كانت، وحكم على نفسه من منظور نموذج سقراط الفلسفي الذي يهدف إلى جذب انتباه الفرد إلى قضية الوجود عوضًا عن النماذج التعليلية.
من أحد أهم المواضيع المتكررة في كتابات كيركغور أهمية الذاتية التي تصف الكيفية التي يتفهم بها الناس الحقائق الموضوعية. يرى كيركغور في كتاب « شذرات فلسفية» أن «الذاتية حقيقة والحقيقة ذاتية». حاول كيركغور هنا أن يوضح أن الحقيقة ليست مسألة اكتشاف حقائق موضوعية فقط. على الرغم من أهمية الحقائق الموضوعية، ثمة جانب آخر من الحقيقة لا يقل أهمية عن سابقه، وهو كيف يتفهم شخص ما تلك الحقائق. وبما أن أفعال المرء من ناحية أخلاقية أهم بكثير من أي أمر حقيقي، إذن فالحقيقة تتسم بالذاتية أكثر من الموضوعية.

## مواضيع فلسفته

### العُزلة
العزلة مصطلح يستخدمه الفلاسفة للتعبير عن نطاق واسع من الظواهر، مثل الإحساس بالانفصال والامتعاض من المجتمع؛ الإحساس بانهيار الأخلاق في المجتمع؛ الإحساس بالضعف والعجز أمام جبروت المؤسسات الاجتماعية؛ والسخط على الطبيعة المُجردة من الإنسانية التي تتحلى بها المنظمات الاجتماعية البيروقراطية واسعة النطاق. يعترف كيركغور بفكرة العزلة ويتقبلها، ولكنه يصفها ويفهمها بعباراته المميزة المبتكرة. يرى كيركغور أن العصر الحاضر عصر تأملي؛ عصر يهتم بالموضوعية والفكرة أكثر من الأفعال، وتؤثر فيه المثاليات على الأفعال، والنقاش على الأفعال، والشهرة والدعاية على الواقع، والخيال على العالم الحقيقي. يرى كيركغور أن المعنى وراء القيم قد اُنتزع من الحياة بسببب غياب أي سلطة حقيقية ومشروعة.
فقدت البشرية معناها نظرًا إلى أن المعيار الذي نحكم به على الحقيقة والواقع هو فكرة غامضة وذاتية، لا يمكن إثباتها بالمنطق أو الاستقصاء التاريخي أو التحليل العلمي. لا يستطيع المرء إمعان التفكير بخياراته في الحياة، بل عليه أن يحياها؛ وحتى تلك الخيارات التي نفكر فيها في أكثر الأحيان تستحيل شيئًا آخر فور ظهور الحياة في الصورة. يرى كيركغور أن الموضوعية التي قد يتحلى بها المؤرخ أو العالم تخطئ الهدف: إذ إن الموضوعية البحتة وحدها لا تحرك نفوس البشر، ولا يستمد منها البشر معنى لحياتهم. لا يمكن إثبات تلك الظواهر من ناحية موضوعية، ولا يمكن لها أن تتحقق من خلال تحليل العالم الخارجي بأي شكل من الأشكال، بل تتحقق من خلال علاقة مباشرة بين النفس والعالم الخارجي. يشدد كيركغور هنا على العلاقة عوضًا عن التحليل. تلك العلاقة هي الطريقة التي يتأمل بها المرء حياته دون أن يضطر لمواجهة التدقيق الموضوعي.
حلل كيركغور العصر الحاضر بعبارات مشابهة لعبارات هيغل ونظرية ماركس في الاستلاب. ولكنه يرى أن الكائنات البشرية أضحت في عزلة عن الرب لأنهم يخوضون الكثير من أمور العالم. يرى كيركغور أنه لا بد للمرء أن يستعيد روحه من العالم لأنها في الحقيقة ملك للرب. لم يبد كيركغور اهتمامًا بالصراعات الخارجية مثلما فعل كارل ماركس، بل كان صراع الإيمان الداخلي شغله الشاغل.

### الموت
الموت أمر محقق ولا يمكن التنبؤ بميعاده. يرى كيركغور أنه لا بد للمرء أن يدرك تلك الحقيقة بقوة وصدق حتى يحيا حياته بشغف. يتهم كيركغور المجتمع بأنه في حالة إنكار للموت. رغم أن الناس يرون الموت وهو يحيط بهم من كل جانب، ويعلمون أن الموت محقق لكل الناس، إلا أن قلة من هؤلاء يدركون من ذاتهم ومن داخلهم أنهم سوف يموتون يومًا ما. لاحظ كيركغور مثلًا أن لا أحد يفكر في قول شيء من هذا القبيل: «سوف أحضر حفلتك بكل تأكيد، ولكن اعذرني إذا حدث أمر غير متوقع كأن يسقط قرميد السقف على رأسي ويقتلني، إذ لن أتمكن من الحضور في تلك الحالة». إذا تفوه أحدهم بذلك فهو على الأرجح يمزح على حد علم كيركغور. ولكن الموت يجب أن يُؤخذ بجدية. ناقش كريكجارد فكرة الموت في كتاب «ثلاثة خطابات تنويرية».

### الأخلاق
يعتقد الكثير من الفلاسفة في البداية بعد قراءتهم لكتابات كيركغور في البداية (لا سيما كتاب خوف ورعدة الذي نشره باسمه المستعار يوهانس دي سيلنتو) أن كيركغور يؤيد نظرية الأمر الإلهي فيما يتعلق بقانون الأخلاق. نظرية الأمر الإلهي تدعي أن القيم الأخلاقية هي كل ما يأمر به الإله أو الآلهة. ولكن كيركغور لا يرى أن الأخلاق مستمدة من الله، بل يرى أن الأمر الإلهي يعلو فوق الأخلاق ذاتها. أي أن الإله ذاته لا يملي على البشر أخلاقهم بضرورة الحال؛ بل أن مسألة الأخلاق متروكة لنا كبشر. ولكن على الشخص المتدين أن يكون مستعدًا في حالة نزول أمر أخلاقي من الإله يعلو فوق أي التزامات أخلاقية أو عقلانية. يصف كيركغور هذا الحدث بأنه إيقاف غائي للأخلاق. يتجسد ذلك في إبراهيم (الذي يدعوه كيركغور ملك الإيمان) الذي أدان بالطاعة لربه دون شروط، وكافأه الرب بابنه، وإيمانه، ولقب أبو الإيمان. وبذلك تخطى إبراهيم الأخلاق ووثب وثبة إلى الإيمان.
ولكن لا توجد حجة منطقية صحيحة تؤيد الزعم القائل إن الأخلاق قد تبطل في أي لحظة على الإطلاق. ولذا يرى كيركغور أن الأخلاق والإيمان هما مرحلتان منفصلتان من مراحل الوعي. إذ أن خيار طاعة الرب بصفة مطلقة هو خيار حقيقي وجودي يواجهه المرء. إما أن يحيا المرء حياته مؤمنًا (مرحلة الإيمان) أو أن يحيا حياته بطريقة أخلاقية (مرحلة الأخلاق).
في كتاب «إما/أو»، يصر كيركغور أن المرء مسؤول مسؤولية أخلاقية عن حياته. ولكن الكل يريد أن يستمتع بحياته، والأخلاق تحول دون استمتاع المرء بحياته إذا بالغ المرء فيها. يؤدي ذلك إلى صراع بين أولئك الذين يسعون وراء المتعة وأولئك الذين يطالبون بتطبيق الأخلاق. ولكن كيركغور دائمًا ما يصف الهدف الديني، أو السعادة الأبدية، أو خلاص الروح بأنه أسمى الفضائل. يقول كيركغور: افعل ما شئت، ولكن تذكر أن روحك ملك للرب، لا العالم.

## وصلات خارجية
- موسوعة ستانفورد للفلسفة - سورين كيركغور
- سورين كيركغور على مشروع الدليل المفتوح